# أسمهان سلطان
أسمهان سلطان (1544 - 1585) ابنة السلطان سليم الثاني وأخت السلطان مراد الثالث، تعد سلطانة نوربانو وزوجة الصدر الأعظم صقللي محمد باشا.

## حياتها
ولدت في 1544 بقصر مانيسا وفي سنة 1564 تزوجت من صوقولو محمد باشا وصار لديها ولدان وهما إبراهيم خان وغول روح سلطان. وبعد عام مات سميز علي باشا وأصبح زوجها صدرًا أعظم وقد صار قويا وذو سلطة. في أيلول توفي جدها السلطان سليمان وانتقلت بعدها مع أمها وإخوتها إلى إسطنبول. و بعد استلام والدها حكم السلطنة العثمانية واستلام زوجها منصب الصدر الأعظم أصبحت صاحبة نفوذ في الدولة.

## وفاتها
بعد زواجها الثاني، توفيت اثناء الولادة في عام 1585، ودفنت في آيا صوفيا في إسطنبول.